# Ovila Fournier
Pour les articles homonymes, voir Fournier.
Ovila Fournier (Saint-Éphrem-d'Upton, 27 août 1899 – 1974) est un naturaliste et un prêtre québécois. Son père, Louis-Joseph Fournier, était un descendant de Françoise Hébert, une des petites-filles de Louis Hébert. En 1898, il épousa Marie-Louise Arès avec qui il a eu quinze enfants, dont quatre filles et onze garçons. Trois des onze garçons (Ovila, Henri et Louis-Joseph) sont devenus prêtres. Il est l'oncle du cinéaste et auteur Guy Fournier.

## Études et Carrière
De 1913 à 1921, Ovila a complété le programme du cours classique au Séminaire de Saint-Hyacinthe, à la suite de quoi il a obtenu un baccalauréat ès-arts de l’Université Laval. Encouragé par ses parents, de 1921 à 1924, il a poursuivi ses études en théologie et droit canonique au Séminaire de Montréal[Lequel ?]. Il a obtenu, par la suite, un poste de professeur au Séminaire de Saint-Hyacinthe. De 1925 à 1935, il y a enseigné le chant et l’anglais. Son emploi de professeur ne l’a pas empêché de poursuivre, de 1927 à 1930, des études en Sciences à l’Université de Montréal où il a étudié, entre autres, la botanique avec le Frère Marie-Victorin. En 1929 il a occupé un poste de démonstrateur en physique au sein de la Faculté, mais aussi de professeur de chimie à l’École des hautes études commerciales de Montréal. Cette même année, Ovila Fournier est devenu un fidèle collaborateur du Frère Marie-Victorin en participant de façon assidue aux réunions de la Société Canadienne d’Histoire Naturelle dirigée par ce dernier. En 1935, il a démissionné de ses fonctions au Séminaire de Saint-Hyacinthe pour devenir professeur d’entomologie à l’Université de Montréal.
En 1937, Ovila Fournier a reçu une bourse qui lui a permis d’aller étudier l’histologie des insectes, la morphologie et l’embryologie à l’Université Cornell dans l’État de New-York. Par ailleurs, durant les étés de 1937 et 1938, il a entrepris des études sur la biologie du saumon de l'Atlantique en effectuant des séjours à Carleton-sur-mer, en Gaspésie. Au cours de l’automne 1938, il est retourné à la même université pour un travail de recherche sur la systématique des trichoptères. Au cours des étés 1938 et 1939, il a effectué des travaux sur les insectes aquatiques au Parc provincial des Laurentides. Il y a fait des études sur l’alimentation de la truite mouchetée. De plus, pendant ses temps libres, il s’est adonné à la traduction d’un ouvrage de langue anglaise sur la culture des huîtres.
Par la suite, sous la direction du ministère de l’Agriculture du Québec et des quartiers généraux des Forces armées canadiennes, il a entrepris des travaux sur certains moustiques de la famille du maringouin. En 1940, il s’est aussi livré avec ardeur à l’étude des insectes d’eaux douces, notamment ceux qui peuplent les lacs situés dans les comtés de Papineau, Gatineau et Pontiac. C’est à la même époque qu’il a été nommé agrégé de biologie de la Faculté des Sciences de l’Université de Montréal dont il a aussi été sous-secrétaire jusqu’en 1946. Entretemps, en 1944, il est aussi devenu Vice doyen de la Faculté des Arts et, en 1945, professeur titulaire de biologie, puis sous-directeur de l’Institut de Biologie générale et de Zoologie de cette même institution. Au cours de sa carrière, il aura aussi été professeur de psychologie, de philosophie et de pédagogie au sein de différents collèges de Montréal.

## Implication au sein des Cercles des Jeunes Naturalistes
Son implication au sein de l’organisme a débuté en 1932. À cette époque, il a fondé un cercle de jeunes naturalistes au Séminaire de Saint-Hyacinthe et un autre au Couvent de Maplewood, à Waterloo. Avec les membres du premier, il organisé un jardin botanique sur le terrain du Séminaire de Saint-Hyacinthe. Ses travaux lui ont valu d’être nommé, en 1947, directeur des Cercles des Jeunes Naturalistes. Durant son mandat, il a créé un projet de colonie de vacances orienté vers les sciences de la nature. Il a élaboré un programme qui incluait des cours de botanique, de zoologie, d’entomologie, de génétique, d’astronomie et plusieurs types d’excursions! Ces cours, inaugurés à l’été 1948, se sont donnés à Montréal, à Québec, puis à Rimouski, à Grande-Rivière, à Mont-Joli et à Sherbrooke. En plus d’avoir créé ces camps de vacances, il a grandement contribué à l’élaboration et à la publication de la revue Sciences et Aventures (organe officiel des CJN à l’époque). Par ailleurs, il a rédigé de nombreux articles concernant les sciences de la nature et les CJN pour le journal Le Devoir. Il a aussi organisé, avec l’aide d’une quinzaine de professeurs et de naturalistes, une exposition internationale et un congrès de sciences naturelles qui se sont tenus au Mont Saint-Louis, du 14 au 16 avril 1952. Des milliers de personnes, surtout des écoliers et écolières, ont participé à cet événement qui proposait des causeries et des conférences sur la protection de la nature. L’année suivante, les CJN ont aussi collaboré à l’exposition « Jeunesse, ton avenir » tenue au Palais du commerce de Montréal du 22 avril au 3 mai 1953. En 1954, Ovila Fournier a choisi d’abandonner son poste de directeur des CJN pour se consacrer pleinement aux fonctions qu’il occupait à l’Université et ailleurs (entre autres à la Société entomologique du Canada dont il a été Vice-Président et Président de 1952 à 1956). Comme président-général de 1963 à 1965, l'Abbé Ovila Fournier aura beaucoup apporté aux CJN, une organisation qu’il croyait utile et nécessaire au peuple québécois :
« Songez à la force que ces milliers d’enfants constituent, à la puissance d’enthousiasme qu’ils recèlent, au potentiel d’avenir qu’ils représentent pour le développement intellectuel du pays… Ces jeunes naturalistes en emporteront pour toute leur vie un souvenir, une aspiration vers un niveau supérieur dans la compréhension du monde, un élan vers une vie plus harmonieuse et plus pleine… »